# Анна Пророчица (Новый Завет)

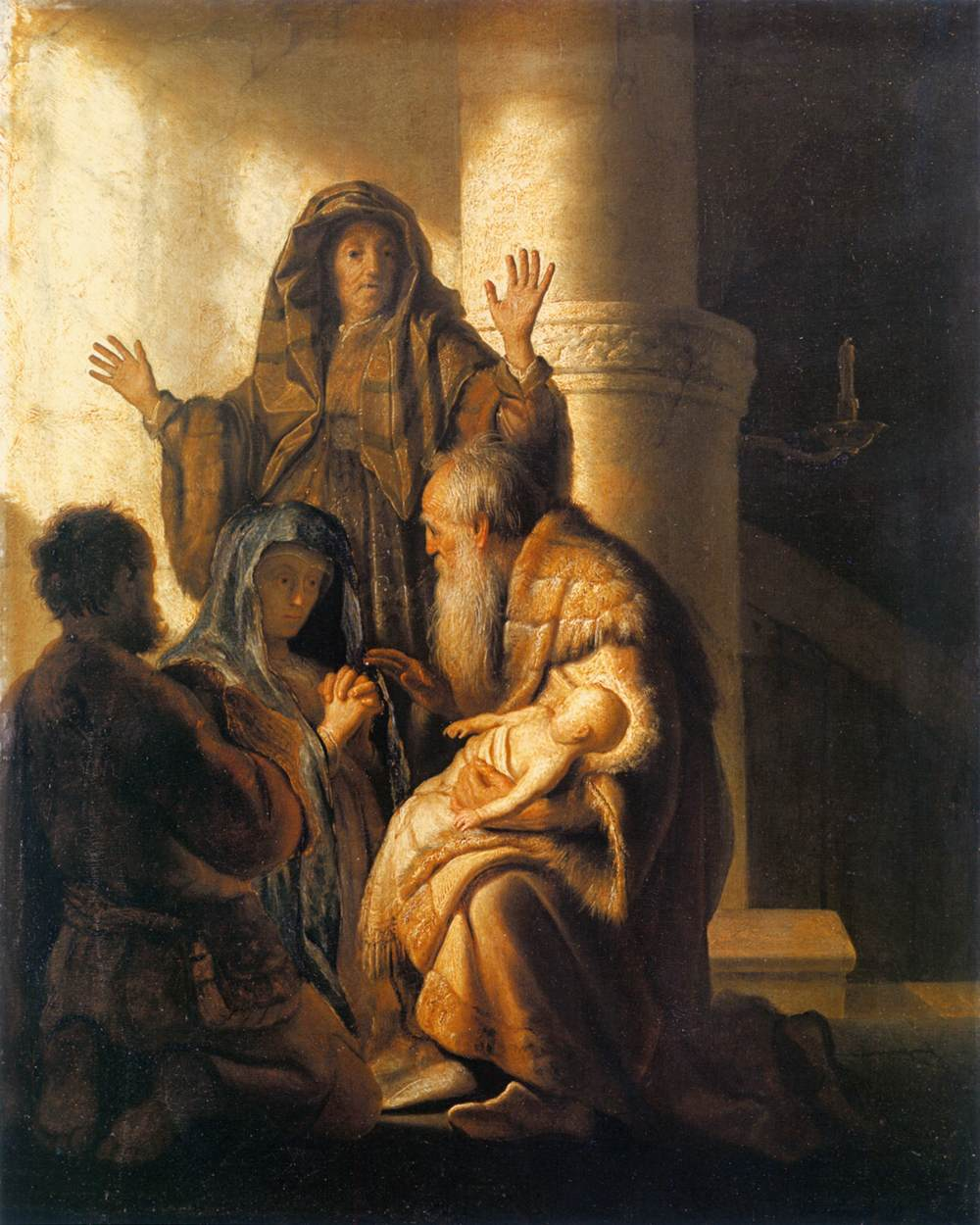
«Сретение»
(картина Рембрандта, 1627—1628 гг.)

А́нна Проро́чица (ивр. חַנָּה‎, греч.  Ἄννα) — персонаж Нового Завета, упоминается в событии принесения младенца Иисуса в Иерусалимский Храм.
Почитается Православной церковью в лике праведных, память совершается 3 (16) февраля вместе с Симеоном Богоприимцем и 28 августа (10 сентября).
В иконописи, согласно подлиннику Фартусова, Анна изображается как «старица 84 лет, еврейского типа, лицом худощава, в хитоне, полуфелони, с покрывалом на голове».

## Новозаветное повествование
Анна, согласно Евангелию от Луки, была благочестивой вдовой из Иерусалима: «дочь Фануилова, от колена Асирова, достигшая глубокой старости, прожив с мужем от девства своего семь лет» (Лк. 2:36). В тот день, когда младенца Иисуса его родители принесли в Иерусалимский храм, чтобы принести жертву за родившегося первенца мужского пола, как это предписывает иудейский закон (Исх. 12:12-15), в нём была Анна, достигшая к тому времени 84 лет, «которая не отходила от храма, постом и молитвою служа Богу день и ночь» (Лк. 2:37).
После того как Симеон Богоприимец произнёс благословения, Анна также «славила Господа и говорила о Нем всем, ожидавшим избавления в Иерусалиме» (Лк. 2:38).